# Pachydissus hector
Pachydissus hector är en skalbaggsart som beskrevs av Hermann Julius Kolbe 1893. Pachydissus hector ingår i släktet Pachydissus och familjen långhorningar. Inga underarter finns listade i Catalogue of Life.